# Huntington, Hereford
Huntington är en by i civil parish Hereford, i grevskapet Herefordshire, i England. Byn är belägen 3 km från Hereford. Huntington var en civil parish 1866–1932 när blev den en del av Hereford. Civil parish hade 137 invånare år 1931. Byn nämndes i Domedagsboken (Domesday Book) år 1086, och kallades då Huntenetune.